# Haste
Haste is een gemeente in de Duitse deelstaat Nedersaksen. De gemeente maakt deel uit van de Samtgemeinde Nenndorf in het Landkreis Schaumburg. Tot Haste behoort ook het 2,5 km meer westelijk gelegen Ortsteil Wilhelmsdorf.
Haste telt 2.726 inwoners.

## Infrastructuur, economie

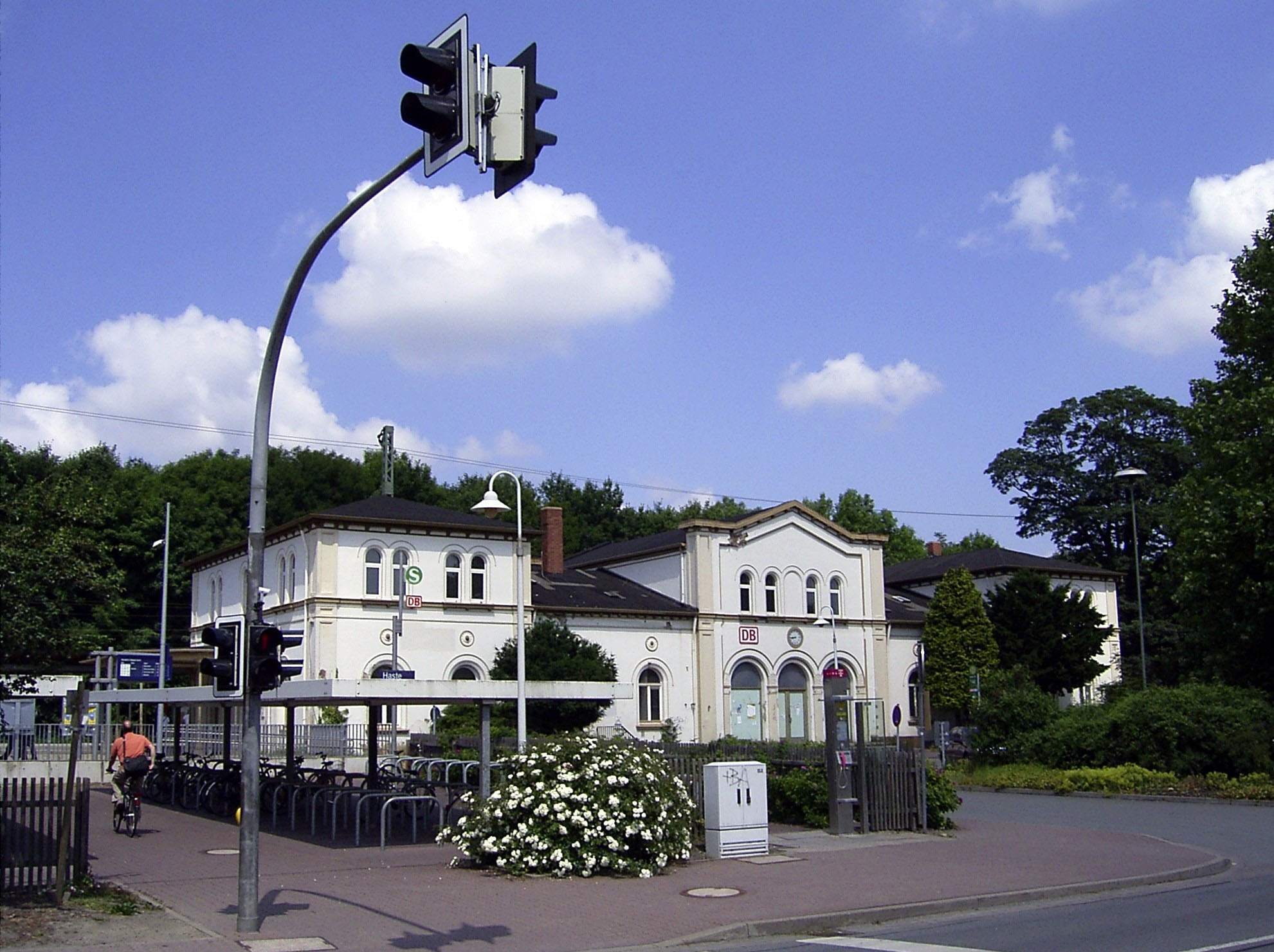
Het uit ca. 1850 daterende stationsgebouw, het belangrijkste bouwkundige monument van Haste

Station Haste (Han) is een overstapstation, gelegen aan de spoorlijn Hannover - Minden en de spoorlijn Weetzen - Haste. Zie ook: S-Bahn van Hannover (lijnen S 1 en S 2).
Haste ligt aan de Bundesstraße 442. Het is grotendeels door productiebos omgeven.
Sinds 1916 ligt Haste aan het Mittellandkanaal. Er is een aanlegplaats voor vrachtschepen, maar het aantal faciliteiten is te gering om van een binnenhaven te kunnen spreken.
Het dorp bezit alleen enig lokaal midden- en kleinbedrijf en enige bosbouw. Daarnaast wonen er veel mensen, die een werkkring elders hebben, o.a. te Hannover (woonforensen).

## Varia

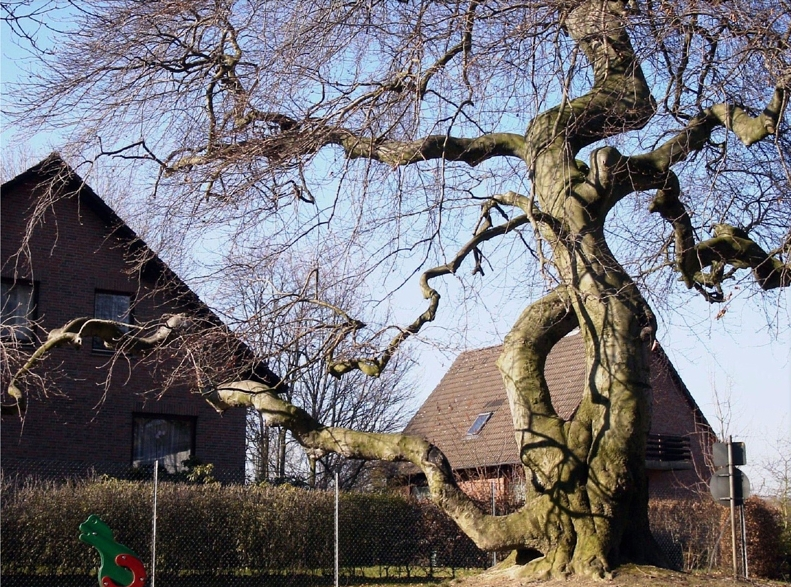
Markante, wellicht reeds vóór 1850 ontkiemde beukenboom (Süntelbuche) te Haste

Het dorp, dat in de 17e eeuw ontstond, en zich pas na de Tweede Wereldoorlog belangrijk uitbreidde, heeft geen bezienswaardigheden van betekenis.
Jagers komen graag naar Haste om een zwart ree te kunnen schieten. Zwarte reeën vormen bijna nergens in Duitsland een groter percentage van al het reewild dan hier. Een zwarte reebok is ook afgebeeld in het gemeentewapen van Haste.
- Bibliothèque nationale de France: cb150510453 (data)
- Gemeinsame Normdatei: 4355063-0
- International Standard Name Identifier: 0000 0001 0664 1763
- MusicBrainz: b6dce3de-2843-411f-9158-70c434afc512
- Virtual International Authority File: 136428303

Ahnsen · 
Apelern · 
Auetal · 
Auhagen · 
Bad Eilsen · 
Bad Nenndorf · 
Beckedorf · 
Buchholz · 
Bückeburg · 
Hagenburg · 
Haste · 
Heeßen · 
Helpsen · 
Hespe · 
Heuerßen · 
Hohnhorst · 
Hülsede · 
Lauenau · 
Lauenhagen · 
Lindhorst · 
Lüdersfeld · 
Luhden · 
Meerbeck · 
Messenkamp · 
Niedernwöhren · 
Nienstädt · 
Nordsehl · 
Obernkirchen · 
Pohle · 
Pollhagen · 
Rinteln · 
Rodenberg · 
Sachsenhagen · 
Seggebruch · 
Stadthagen · 
Suthfeld · 
Wiedensahl · 
Wölpinghausen